# Цилли, Франц
Франц Цилли (нем. Franz Zilly) — фигурист из Германии, бронзовый призёр первого чемпионата Европы 1891 года.

## Спортивные достижения

### Мужчины
| Соревнования/Сезоны | 1891 | 1892 | 1893 | 1900 |
| ------------------- | ---- | ---- | ---- | ---- |
| Чемпионаты Европы   | 3    |      | 6    | 5    |